# Чонджон (10-й правитель Корё)
Чонджон (кор. 정종, 靖宗, Jeongjong) — 10-й правитель корейского государства Корё, правивший в 1034—1046 годах. Имя — Хён. Второе имя — Синджо (кор. 신조, 申照, Sinjo).
Посмертные титулы — Хонхё аный канхон ёнъёль Ёнхе-тэван.